# 煬帝
煬帝（ようだい 北周天和四年（569年） - 隋大業十四年（618年））は、中国隋の第2代皇帝（在位：604年8月21日 - 618年4月11日）。姓は楊、諱は広。煬は唐から贈られた諡であり、「色を好んで礼を無視した、礼に背き人民から嫌われたもの、天に逆らい人民を搾取したもの」という意味がある。
中国史を代表する暴君とされる。
煬帝は本来なら漢音で「ようてい」と読むところを、呉音で「ようだい」と読むことが慣例となっている。わざわざ「だい」と読むのは暴君であることを強調するためであると思われる。

## 生涯

### 即位まで
父・楊堅、母・独孤伽羅夫婦の次男として生まれる。父楊堅は北周十二大将軍の一人楊忠の息子で、母独孤伽羅は八柱国の一人独孤信の七女である （大将軍・柱国については武川鎮軍閥を参照のこと）。 独孤伽羅は貞節観念・嫉妬心が強く、この時代の貴族としては珍しく一夫一妻を貫き、妾を置かせなかった。二人は五男五女を儲け、長女が北周武帝の皇太子宇文贇の妃となった。
武帝が崩御して宇文贇（宣帝）が皇帝になるも、乱行の限りを尽くした挙げ句に23歳という若さで崩御する。8歳の静帝が後継となると、外戚として発言力を増した楊堅は581年に静帝から禅譲を受けて隋を建てた（以下、楊堅を文帝と呼び替える。）。なお後に静帝および北周皇族の宇文氏は皆殺しの目にあった。
楊広は隋建国と同時に、13歳にして晋王に封ぜられる。更に588年から始まった陳征伐の総司令官となり、陳を滅ぼした。（実際の総指揮は重臣の高熲がとった。）。
陳討伐の武勲を挙げた楊広は、兄楊勇から皇太子の座を奪わんと画策した。先述の通り独孤皇后は貞節観念が強く、文帝は奢侈を好まなかった。しかし楊勇は正妻をないがしろにして妾を寵愛したために皇后の不興を買い、文帝も皇后の言葉を受けて次第に勇を疎むようになった。対して楊広の方は正妻の蕭氏以外は女性を近づけず、家の調度品も質素なものにしていた。実際にはそれは擬態であって、蕭氏以外の女性に出来た子は秘密裏に処理され、文帝たちがやって来たときだけ豪華な調度品を隠していただけであった。
文帝は開皇二十年（600年）に楊勇を廃して庶人に落とし、楊広を皇太子に建てた。２年後の仁寿二年（602年）に独孤皇后が崩御。文帝もその2年後の仁寿四年（604年）に崩御し、楊広が帝位を継いだ。
『隋書』「文帝本紀」では、文帝の死は病死であり、死の床で皇太子・大臣たちに別れの言葉を述べて崩御したとある。しかし同じ『隋書』の「后妃伝」では、楊広が文帝の寵姫陳氏に関係を迫り激怒した文帝が楊広を廃嫡しようとしたところ、楊広側が先んじて文帝を監禁して弑逆したという話を載せている。弑逆説の方が話としては面白いので、後世の史書及び一般ではこちらが通用している。
帝位に就いた楊広（以下、楊広を煬帝と呼び替える）がまずやったことは、庶人とされていた廃太子楊勇を楊素の弟楊約に殺させることであった。更に末弟の漢王楊諒が反乱を起こしたので、これを鎮圧して捕らえ死ぬまで幽閉した。兄弟のうち三男の秦王楊俊は、過度の奢侈により文帝の不興を買って庶人に落とされ、さらに嫉妬した王妃により毒を盛られて病死した。四男蜀王の楊秀もまた、煬帝の策略により文帝の不興を買って庶人に落とされ、宮中に拘禁されていた。
文帝はかつて「自分の子は全て同母である」と誇っており、この一家が仲良く暮らしていくことを熱望していたが、現実はこのような有様であった。そもそも文帝自身が自らの兄弟と仲違いしていたにもかかわらず、自分の息子達には仲良くしろと口で言ってもそれは無理というものであった。

### 皇帝として

#### 大運河
煬帝の政策として挙げられる最大のものは、何といっても大運河の開削である。
文帝時代の開皇四年（584年）、大興城（長安）と洛陽を結ぶ広通渠を開削した。さらに開皇七年（587年）、陳征伐のために淮水と長江を繋ぐ邗江（山陽瀆）を開削した。煬帝はこれに続けて即位の翌年、大業元年（605年）に百余万人を徴して黄河と淮水を繋ぐ通済渠、大業四年（608年）には黄河と涿郡（現北京）を繋ぐ永済渠が完成。この工事には女性まで徴発された。そして大業六年（610年）に長江と浙江を繋ぐ江南河が完成し、南の江南から北の洛陽・長安を繋ぐ総延長1500kmに及ぶ大運河が完成した。
運河の中で流れが無い箇所では人力で引っ張る必要があったので、運河と並行して御道という道路が設けられた。また運河の路線には40余りの離宮が設けられていた。運河の完成を記念して、数千隻の遊覧船とこちらも数千隻の護衛艦からなる大艦隊を、洛陽近くの顕仁宮から江都（揚州）まで行進する大デモンストレーションが行われた。
また大運河以外にも、文帝により始められた東都洛陽城、長城など大規模な土木工事を多数行った。これらの大工事に使役された人民は強く疲弊し、このことが隋の滅亡に繋がっていくことになる。

#### 外征
北方では突厥が大帝国を築いていたが、文帝が離間策を用いたことで東と西に分裂し、東突厥の啓民可汗は隋に服属した。大業元年（605年）に契丹族が長城を超えて侵入してきた時には、煬帝は啓民可汗に命じて兵を出させ、隋軍とともにこれを討った。その2年後の大業三年（607年）に煬帝は北方へと巡幸し、行宮に啓民可汗を招いた。しかし煬帝治世末期に隋が混乱すると、突厥は長城を越えて隋国内に拠点を持つようになる。
西方では吐谷渾が交易路を妨害していたため、煬帝自ら兵を率いてこれを討ち、現在の青海のあたりまで進んだ。この結果、西域諸国が隋に入朝するようになった。これらの国からの使者を迎えるにあたり、洛陽に大見本市を開いた。町中に一周8kmもある巨大なサーカスを作り、様々な芸を見せた。また総勢1万8千人という大楽団に演奏させ、その音は2、30km先まで聞こえたという。市場の店は全てリニューアルされて珍品奇貨が並び、飲食店では食べ放題飲み放題で料金はいらぬと言われた。これでもかと中国の豊かさを見せつけたのだが、現実の隋は至るところに着る物もない貧乏人がいる状態であり、使者たちにもそれは見られていた。
東南ではチャンパ王国（林巴、ベトナム南部）や赤土国が隋に朝貢し、琉球には兵を送り込んでその王を斬った。
東の倭国（日本）からは数度に渡る遣隋使が送られてきており、「日出づる処の天子、書を日没する処の天子に致す」から始まる国書に煬帝は気分を害して「このような無礼な書を見せるな」と述べたが、答使として裴世清を派遣した。『日本書紀』によると裴世清は「皇帝、倭皇を問う」から始まる国書を返し、日本側はこれを受けて「東天皇敬白西皇帝」から始まる国書を返したという。この記事が正しければ、天皇の「皇」は煬帝が与えたことになるが「天皇」にも気分を害したらしく往来は絶えた（『隋書』倭国伝）。

#### 高句麗戦争
以上のように煬帝は積極的な外征を行ったが、外征および大土木事業に酷使された民衆は塗炭の苦しみを味わうこととなり、その恨みが隋滅亡への道筋をつけることになった。そして滅亡の端緒となったのが高句麗遠征である。
当時の朝鮮半島は高句麗・百済・新羅の三国が互いに争う三国時代であり、開皇十七年（597年）に文帝は国境を接する高句麗に対して遼東王の封号で冊封していた。しかし翌年、高句麗が靺鞨を伴って侵入してきた。文帝は30万という大軍を送り込んだが、「死せる者、十に八九」という大敗に終わった。
煬帝への代替わり後、上述の煬帝が啓民可汗の元を訪れた際に高句麗からの使者も啓民可汗のところを訪れていた。煬帝は、この使者に対して高句麗王が服属することを求めた。しかし高句麗はこれに応じず、守備を固めるようになった。この高句麗の態度に煬帝は高句麗討伐を決意し、大業八年（612年）から三度に渡る高句麗遠征を行った（隋の高句麗遠征）。
大業8年（612年）の第一次遠征では、総大将を宇文述とし113万3800の兵力を200万と号した（この数字は恐らく誇張）。高句麗に攻め込んで遼河を渡るも、その先の遼東城が中々抜けなかった。一方、水軍が山東から海を渡って高句麗首都平壌に攻めかかるも、大敗して兵力の大部分を失った。隋軍は、攻めあぐねていた遼東城に抑えの兵を置いて進軍し、平壌を囲むも抵抗にあって攻撃は頓挫した。そうするうちに食糧不足と兵士の疲労が目立つようになり、高句麗からの偽りの降伏の使者を受け入れて引き上げることにした。撤退中に背後から高句麗軍が攻めかかり、遼河を渡った際の30万5千のうち還ったのは2700という目を覆わんばかりの惨敗となった（薩水の戦い）。
続く大業9年（613年）の第二次遠征においても、宇文述が総大将となった。再び遼東城を攻めたが、高句麗の抵抗も激しく中々落とすことが出来なかった。そうこうする間に本国で楊玄感による反乱が起き、遠征を中止して軍を引き返した。
更に翌年の大業10年（614年）に第三次遠征軍を送った。しかしこの時点で隋の内乱は激しさを増しており、逃亡兵が相次いだ。一方の高句麗も度重なる戦争で疲弊しており、隋に降伏を申し入れた。とはいえ降伏と言っても高句麗王が隋に入朝するのではなく、単に戦闘を止めるだけだった。煬帝も面目を保つためにこの話に乗り、帰還の途に就いた。その最中、一行が盗賊に襲われて馬を盗まれるという事件が起こっている。

### 滅亡
楊玄感は煬帝擁立の功臣楊素の子であったが、宇文述が煬帝の寵臣となったため楊氏一族は冷遇されていた。楊玄感は第2次高句麗遠征において、最大の兵站基地黎陽の責任者とされていた。黎陽は江南から運ばれてくる軍事物資を集積し、北の涿郡へと送る重要拠点であった。しかし第一次遠征の際に宇文述は敗戦の責任を兵站になすりつけており、今度の遠征でも同じことを言い出し楊玄感が責任を取らされる危険があった。このような状況から、楊玄感は隋に対する反乱を起こした。その参謀に就いたのが、八柱国李弼の曾孫李密である。楊玄感は李密が下策とした洛陽攻撃を行ったが、失敗に終わった。高句麗から帰還した隋軍に敗れて楊玄感は処刑され、李密は逃亡した。
高句麗遠征以前から中小の反乱が起きていたが、楊玄感の蜂起を切っ掛けに隋全土に乱が拡大し、「天下の人十分を挙げ、九は盗賊となる」という内乱状態となった。
煬帝は第3次遠征後に洛陽へ還ったが、宇文述の薦めで騒乱が激しくなった華北を捨て南の江都（揚州）へと避難した。華北は李密・竇建徳・王世充などが相争う群雄割拠の情勢となり、さらに太原留守であった李淵が首都大興城を陥落させて唐を建てた。
この状況に煬帝はもはや北帰は叶わないと諦め、現実逃避して酒色に耽るようになった。その一方、皇后に向かって「俺の首を取りに来るのは誰だろうな」とこぼしていた。そして大業14年（618年）、宇文述の息子宇文化及・宇文智及らが主導するクーデターが起きた。煬帝は毒酒による死を望んだが許されず、縊死した。
煬帝の死後、煬帝の一族はほとんどが殺された。煬帝の弟楊俊の末子楊浩が傀儡の皇帝とされるが、後に宇文化及に殺された。洛陽に遺していた孫の楊侗も、皇帝とされるも王世充によって殺された。同じく孫の楊侑も、李淵によって皇帝に建てられた後に退位させられ、最後は長安で死去した。その後、李淵の子李世民（唐の太宗）の活躍により唐が数多ある群雄を討滅して中国を統一、300年近くに渡る唐の繁栄の基礎を築いた。
唐が江南を征した後の武徳5年（622年）に煬帝の死体を改葬し、この時に新たに煬の諡が送られた。ちなみに陳の後主が隋への降伏後に死去した際に、煬帝から贈られた諡もまた煬であった。

## 評価
煬帝は中国史を代表する暴君とされる。大土木事業・高句麗遠征・過度な奢侈などによって、隋を滅亡に追い込んだことは非難されるところである。一方で煬帝の再評価も進んでいる。
宮崎市定は、煬帝は多々の弱点を抱えた凡庸な人物であり、魏晋南北朝時代のような時代においては凡庸であるほど淫乱暴虐な人物になりやすい。魏晋南北朝時代にはこのような非行天子が多く存在しており、煬帝もまたその一人に過ぎなかった、としている。
布目潮渢は、煬帝と唐太宗は次男でありながら長男から太子の座を奪った・高句麗遠征の失敗など共通点が多く、太宗を名君として称えるために煬帝が貶められた可能性を示唆している。

## 墳墓

隋煬帝墓

2013年3月、中国江蘇省揚州市の工事現場で古代遺跡が発見された。2013年11月16日、この遺跡が煬帝の墓（隋煬帝墓）であることが発表された。

## 詩人としての煬帝
統治者としての煬帝は結果として国を滅ぼした失格者であったが、一方で隋代を代表する文人・詩人でもあった。治世中各地に巡幸した際などしばしば詩作を行なったといわれる。治世後半には自らの没落を予見したのか、寂寥感を湛える抒情詩を数多く残した。

### 代表作
飲馬長城窟行
突厥との戦いに赴く遠征軍の雄姿を描き出す。
野望
静かな村を描写。
春江花月夜
静寂に覆われた長江の夕暮れを描写。
| 原文       | 書き下し文          |
| ---------- | ------------------- |
| 暮江平不動 | 暮江 平にして動かず |
| 春花滿正開 | 春花 満ちて正に開く |
| 流波將月去 | 流波 月を将いて去り |
| 潮水帶星來 | 潮水 星を帯びて来る |

## 宗室

### 后妃
- 蕭皇后（後梁の公主、蕭琮（後主）の姉）
- 貴人陳女婤（陳の後主の六女）、嬪蕭氏（蕭皇后の族妹）、王氏（李淵の姪）、崔氏
- 御女唐氏、采女田氏、采女田氏
- 陳氏、蔡氏

### 男子
- 元徳太子 楊昭
- 斉王 楊暕
- 趙王 楊杲

### 女子
- 南陽公主 （宇文士及の妻）
- 皇女某（唐太宗妃、呉王李恪らの生母）

## 年号
1. 大業 604年 - 618年

## 登場作品
小説
- 田中芳樹『隋唐演義〈2〉隋の煬帝ノ巻』（新版・中公文庫、2004年3月）ISBN 978-4122043350
- 田中芳樹『風よ、万里を翔けよ』（新版・中公文庫、2000年12月）ISBN 978-4122037526
- 塚本靑史『煬帝』上下（日本経済新聞出版社、2011年）ISBN 978-4532171025 / ISBN 978-4532171032。同文庫で再刊（2013年）

テレビドラマ
- 創世の龍 〜李世民 大唐建国記〜（2006年、中国、演：バオ・グオアン）
- 淵蓋蘇文（2006-2007年、韓国、演：キム・ガプス）
- 大唐双龍伝（2011年、中国、演：高虎（中国語版））
- 隋唐演義 〜集いし46人の英雄と滅びゆく帝国〜（2013年、中国、演：フー・ダーロン（中国語版））
- ムーラン（2013年、中国、演：馬浴柯（中国語版））
- 独孤伽羅〜皇后の願い〜（2018年、中国）
- 独孤皇后〜乱世に咲く花〜（2019年、中国、演：マー・ズーミン（中国語版））